# Selección de fútbol para personas con parálisis cerebral de los Países Bajos
La selección de fútbol para personas con parálisis cerebral de los Países Bajos es el equipo nacional de fútbol de los Países Bajos que representa al equipo en las competiciones internacionales. El equipo ha participado en todos los Juegos Paralímpicos desde que el deporte hizo su debut en 1988, ganando medallas de oro en 1988, 1992 y 1996. En el Campeonato Mundial IFCPF más reciente en 2015, terminaron cuartos. Obtuvieron el primer lugar en los Campeonatos del Mundo en 1986, 1990 y 1994.

## Historia
Koninklijke Nederlandse Voetbalbond (KNVB) dirige el equipo nacional. Con el fútbol internacional contra la parálisis cerebral que comenzó en 1978, Holanda emergió rápidamente como uno de los equipos más dominantes del mundo durante la década de 1980.
En 2012, el equipo fue entrenado por Marcel Geestman. Si bien los Países Bajos participaron activamente en el nivel de Campeonato Mundial y Paralímpico en 2016, el país no tenía un campeonato nacional para apoyar el desarrollo de los jugadores del equipo nacional. En 2016, después de obtener el respaldo de la Agencia Mundial Antidopaje (AMA), el Código Antidopaje de la IFCPF fue enmendado formalmente para permitir las pruebas fuera de competición. Esto se hizo a través de un Programa de Paradero aprobado por WADA administrado a través de ADAMS. Partiendo de los jugadores de un grupo de pruebas registrado, los jugadores de este país se incluyeron antes de los Juegos Paralímpicos de Verano de 2016 en Río.

## Clasificación

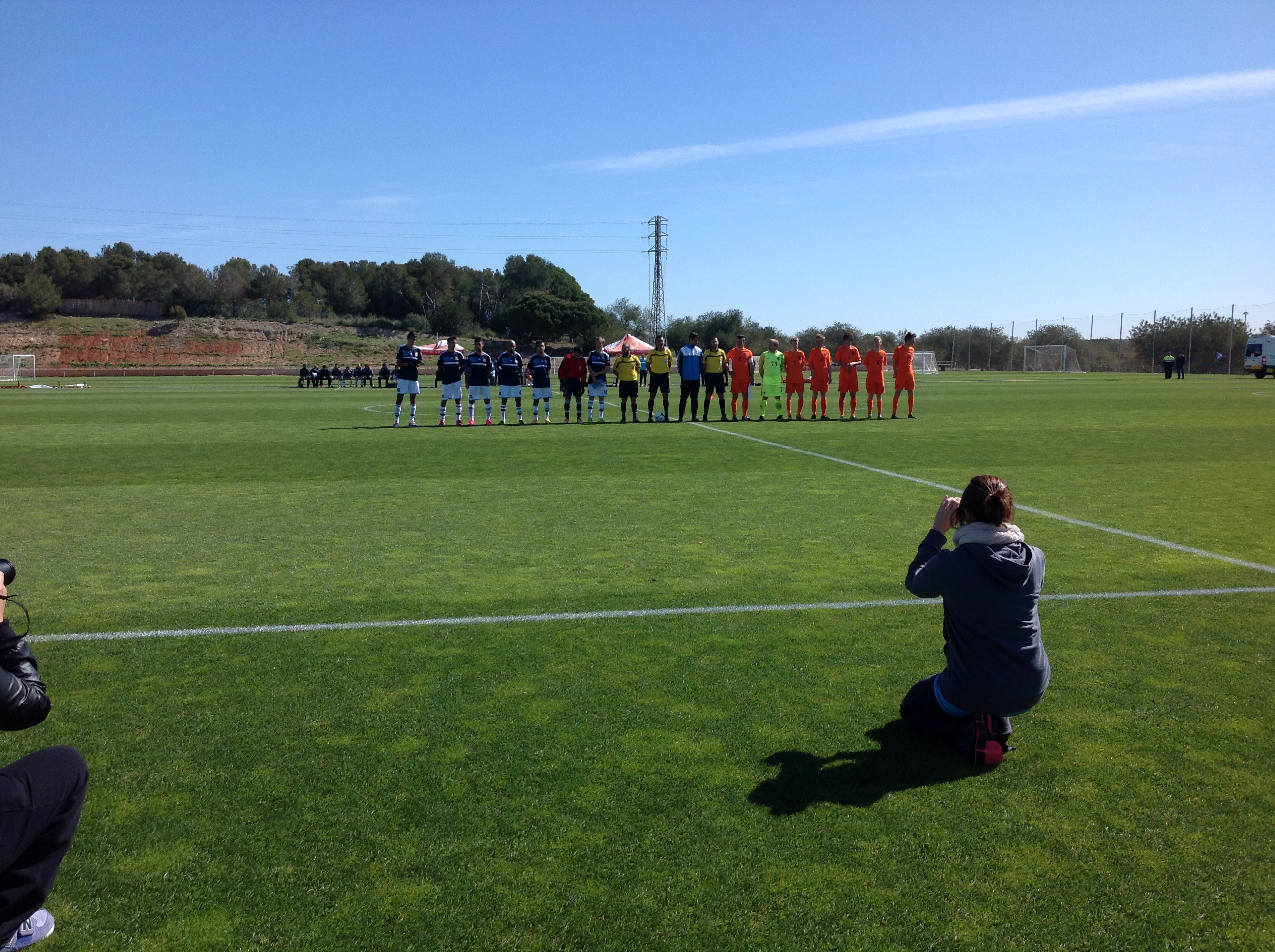
Argentina y Países Bajos antes de un partido en el torneo de Salou 2016.

En 2016, los Países Bajos ocuparon el cuarto lugar del mundo por la IFCPF. Mantuvieron esta clasificación en noviembre de 2014 y agosto de 2013. Antes de esto, en septiembre de 2012 y julio de 2011, el equipo se ubicó en el quinto lugar del mundo.

## Jugadores

### Equipo actual
| Nombre                   | #  | Clasificación | Pos.           | Años activos              | Ref.                                      |
| ------------------------ | -- | ------------- | -------------- | ------------------------- | ----------------------------------------- |
| Paul Aarntzen            | 3  | FT7           |                | 2010                      | [ 11 ]                                    |
| Bart Adelaars            | 1  | FT6           | Portero        | 2010-2011, 2013           | [ 11 ] [ 12 ] [ 13 ] [ 14 ] [ 15 ]        |
| Gerard Arends            | 16 | FT7           | Centrocampista | 2010-2013                 | [ 3 ] [ 11 ] [ 13 ] [ 14 ] [ 15 ]         |
| Stefan Boersma           | 16 | FT5 , FT6     | Portero        | 2012-2013                 | [ 3 ] [ 13 ] [ 15 ]                       |
| Jeffrey Bruinier         | 4  | FT7           |                | 2010                      | [ 11 ]                                    |
| Lars Conijn / Lars Conyn | 5  | FT7           | Centrocampista | 2010-2011, 2013-2014, 206 | [ 11 ] [ 13 ] [ 14 ] [ 15 ] [ 16 ] [ 17 ] |
| Minne De Vos             | 13 | FT7           | Centrocampista | 2013                      | [ 13 ]                                    |
| Wietse de Haan           | 3  | FT7           |                | 2012                      | [ 3 ]                                     |
| Daan Dikken              | 14 | FT7           | Centrocampista | 2010-2013                 | [ 3 ] [ 11 ] [ 13 ] [ 14 ] [ 15 ]         |
| Myron Gebbink            | 4  | FT5           | Centrocampista | 2011-2013                 | [ 3 ] [ 13 ] [ 15 ]                       |
| Michael Kies             | 23 | FT6           |                | 2012                      | [ 3 ]                                     |
| Peter Kooij              | 6  | FT8           | Centrocampista | 2011, 2013                | [ 13 ] [ 14 ] [ 15 ]                      |
| Mitch Lebon              | 2  | FT7           | Centrocampista | 2013                      | [ 13 ]                                    |
| Stephan Lockhoff         | 10 | FT7           | Centrocampista | 2010-2013                 | [ 3 ] [ 11 ] [ 13 ] [ 14 ] [ 15 ]         |
| Joey Mense               | 15 | FT7           | Centrocampista | 2010-2013                 | [ 3 ] [ 11 ] [ 13 ] [ 14 ] [ 15 ]         |
| Rik Rodenburg            | 17 | FT8           | Centrocampista | 2013                      | [ 13 ]                                    |
| Pawel Statema            | 8  | FT7           |                | 2010-2011                 | [ 11 ] [ 14 ] [ 15 ]                      |
| Dennis Straatman         | 7  | FT8           |                | 2010-2012                 | [ 3 ] [ 11 ] [ 14 ] [ 15 ]                |
| Kasper Stroes            | 2  | FT8           |                | 2011                      | [ 15 ]                                    |
| John Swinkels            | 9  | FT7           | Centrocampista | 2010-2011, 2013           | [ 11 ] [ 13 ] [ 14 ]                      |
| George van Altena        | 12 | FT6           |                | 2012                      | [ 3 ]                                     |
| Rudi van Breemen         | 1  | FT5           |                | 2010-2011                 | [ 11 ] [ 14 ] [ 15 ]                      |
| Jay van Elten            | 17 | FT6           |                | 2010                      | [ 11 ]                                    |
| Patrick van Kempen       | 6  | FT8           |                | 2010                      | [ 11 ]                                    |
| Tom van Reusel           | 18 | FT7           |                | 2010                      | [ 11 ]                                    |
| Iljas Visker             | 11 | FT8           | Centrocampista | 2011-2014, 2016           | [ 3 ] [ 13 ] [ 14 ] [ 16 ] [ 17 ]         |
| Jorik Vlieg              |    |               | Centrocampista | 2014                      | [ 16 ]                                    |
| Jeroen Voogd             | 2  | FT7           |                | 2012                      | [ 3 ]                                     |
| Abel Walraven            | 17 | FT7           |                | 2012                      | [ 3 ]                                     |

## Participaciones

### Campeonatos del Mundo
| Campeonatos mundiales | Pos.             | Ref,          |
| --------------------- | ---------------- | ------------- |
| 2015                  | 4                | [ 18 ]        |
| 2011                  | 5                | [ 12 ] [ 14 ] |
| 1994                  | Medalla de oro   | [ 19 ]        |
| 1990                  | Medalla de oro   | [ 19 ]        |
| 1986                  | Medalla de oro   | [ 19 ]        |
| 1982                  | Medalla de plata | [ 19 ]        |

### Juegos Paralímpicos
| Año  | Pos.           | Ref,   |
| ---- | -------------- | ------ |
| 2012 | 5              | [ 20 ] |
| 2008 | 5              | [ 20 ] |
| 2004 | 6              | [ 20 ] |
| 2000 | 8              | [ 20 ] |
| 1996 | Medalla de oro | [ 20 ] |
| 1992 | Medalla de oro | [ 20 ] |
| 1988 | Medalla de oro | [ 20 ] |